# Cristian Bolton

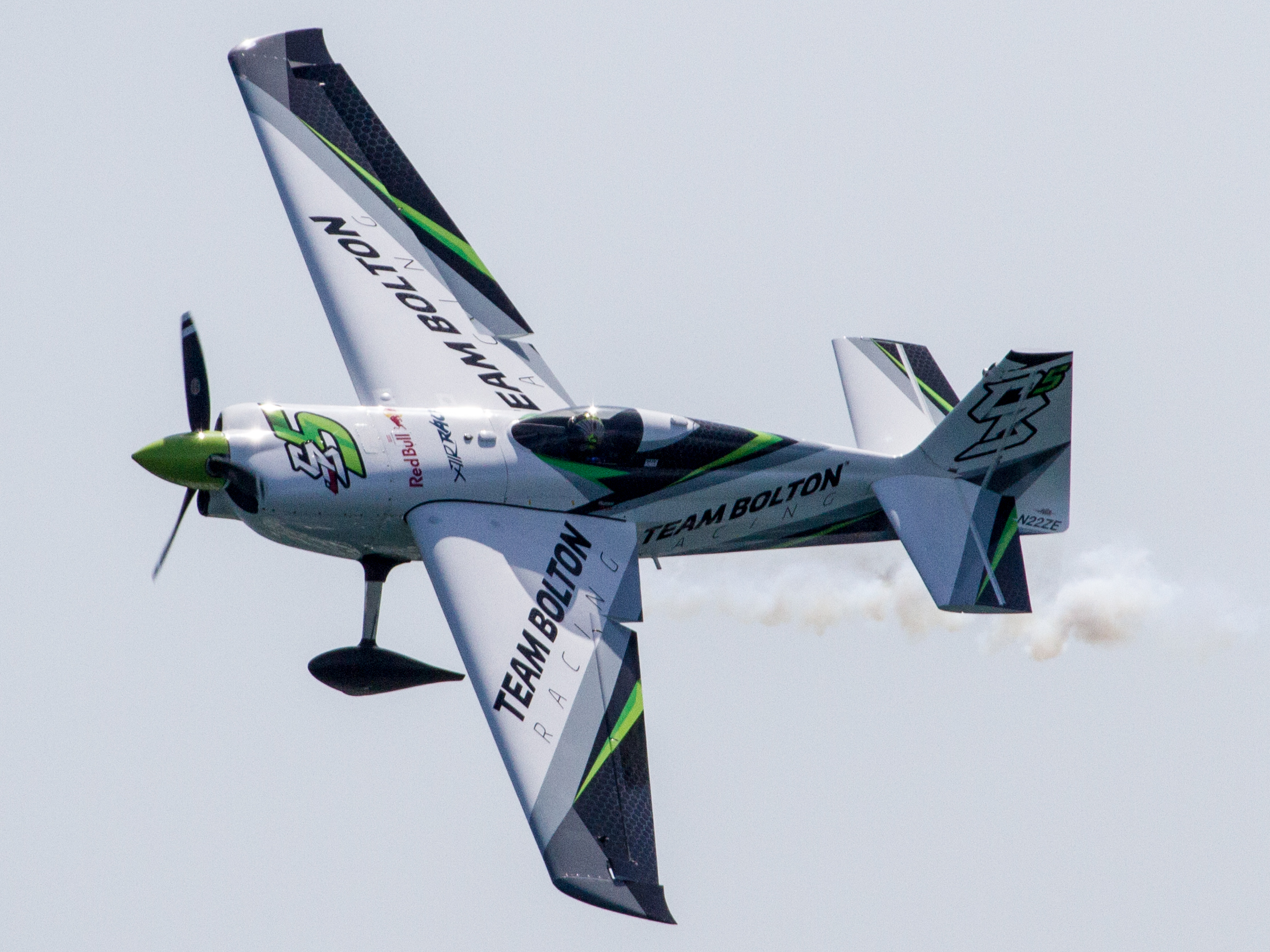
2017 Red Bull Air Race en Chiba - N22ZE

Cristian Bolton es un expiloto de combate de la Fuerza Aérea de Chile, además de competidor e instructor en acrobacias aéreas, más notablemente en la Red Bull Air Race. Es el «primer piloto acrobático chileno y  latinoamericano en competir en la categoría Master de esta exigente y única competencia de motor 

## Resultados

### Red Bull Air Race
| Año  | Categoría  | Aeronave        | 1      | 2      | 3      | 4      | 5      | 6      | 7      | 8       | Posición | Puntos |
| ---- | ---------- | --------------- | ------ | ------ | ------ | ------ | ------ | ------ | ------ | ------- | -------- | ------ |
| 2014 | Challenger | Extra 330LX     | ABU    | ROV    | PUT    | GDY 6  | ASC 6  | FTW 2  | LVG    |         | 10.º     | 8      |
| 2015 | Challenger | Extra 330LX     | ABU 1  | CHI 3  | ROV 3  | BUD 5  | ASC 2  | SPI    | FTW 4  |         | 4.º      | 24     |
| 2016 | Challenger | Extra 330LX     | ABU    | SPE 4  | CHI 1  | BUD 6  | ASC 3  | LAU    |        |         | 5.º      | 20     |
| 2016 | Máster     | Zivko Borde 540 |        |        |        |        |        |        | IND 13 | LVG CAN | NC       | 0      |
| 2017 | Máster     | Zivko Borde 540 | ABU 7  | SDE 11 | CHI 14 | BUD 11 | KAZ 8  | POR 12 | LAU 11 | IND 9   | 14.º     | 9      |
| 2018 | Máster     | Zivko Borde 540 | ABU 12 | CEQ 13 | CHI 10 | BUD 6  | KAZ 14 | WIN 14 | IND 5  | FTW 14  | 14.º     | 12     |